# 方觀承
方觀承（1696年—1768年），字宜田、又字遐谷，號問亭，安徽桐城人。清朝大臣。

## 生平
康熙五十二年，祖父方登峄、父方式济均因南山案被流放至黑龙江。方观承与兄方觀永年少，未曾同戍，寄身江宁缄西清凉寺。稍长，随兄步行至黑龙江探親。屢試不第，三十五歲仍以私塾為業。他每次途经北京，都要挥笔街头，賣字籌湊路费。他的字刚劲潇洒，索求者眾，为平郡王福彭所赏识。雍正十年（1732年），福彭出征准噶尔汗國，招方观承为记室。雍正十一年，事平，方观承以功升为内阁中书。乾隆二年（1737年）升军机处章京，再升吏部郎中。乾隆七年（1742年）授直隸清河道（轄區在今內蒙太僕寺旗一帶），官直隸總督长达二十年、太子太保，多次主持治水，聘請赵一清、戴震编辑《直隶河渠书》130余卷。方观承很重视棉花的生产。乾隆三十年（1765年）乾隆南巡时，观承“条举木棉事十六则绘图以进”，乾隆为《棉花图》題詩，观承摹本付刻。乾隆三十三年（1768年）患瘧疾，是年八月卒於任上，赐祭葬，谥恪敏。袁枚作《太子太保直隶总督方敏恪公神道碑》。获乾隆帝“五督臣”组诗称赞。
善骑射，好吟诗，著有《述本堂诗》、《宜田汇稿》、《问亭集》、《河渠考》等书。与雍正二年举人、隐士诗人富寧（号東溪，其侄乾隆二年进士德保 (清朝)）相唱和（载杨钟羲《雪橋詩話續集》卷4）。

## 家族
- 祖父方登峄，工部主事。
- 父康熙四十八年（1709年）己丑科进士方式济。
- 子乾隆四十六年（1781年）辛丑科进士方維甸，官至閩浙總督。
- 孙嘉慶二十四年進士方傳穆。

## 延伸阅读
[在维基数据编辑]
 《清史稿·卷324》，出自趙爾巽《清史稿》